# 군사 항공

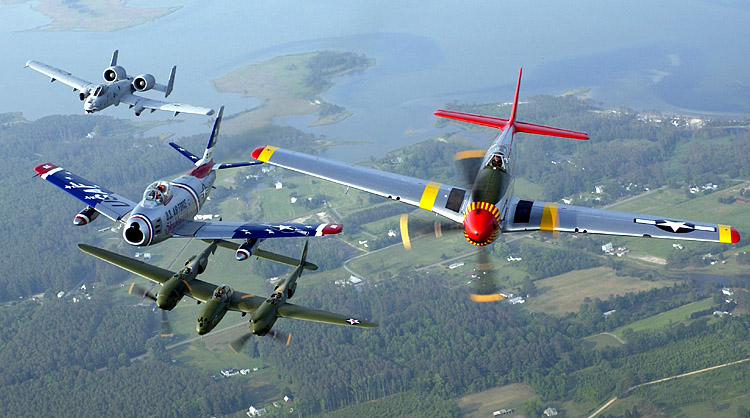
A-10 선더볼트 II, F-86 세이버, P-38 라이트닝, P-51 머스탱이 편대 비행하고 있다.

군사항공(軍事航空, 영어: military aviation)은 항공기나 기타 비행 기구를 군사적 목적으로 운용하는 것을 말한다. 군사 항공에 사용되는 항공기를 군용기라고 하며, 폭격기, 전투기, 전투폭격기, 공격기, 군용 수송기, 훈련기, 정찰기 등이 포함된다. 이러한 다양한 종류의 군용기는 광범위한 목표물에 대한 군사적 행동 실현을 가능하게 한다.

## 같이 보기
- 민간항공

## 참고 문헌
- Aviation History. New York: Primedia Special Interest Publications, 1996. 15 Feb. 2006
- Gross, Charles Joseph. American Military Aviation: The Indispensable Arm. College Station Texas A&M University Press, 2002. 13 Feb. 2006